# El otro (Borges)
"El otro" es un cuento del escritor argentino Jorge Luis Borges, que integra El libro de arena, colección de cuentos y relatos publicada en 1975.
Se trata del primer cuento de ese volumen, y como en otros textos de Borges, su protagonista es el mismo autor.

## Análisis
El cuento, relata el encuentro acaecido entre Borges ya mayor con un Borges joven en la ciudad de Cambridge. 
Abundan en el relato las referencias a Heráclito de Éfeso (es imposible bañarse dos veces en el mismo río, ya que uno y el río no son los mismos). De hecho, el diálogo se desarrolla, según el viejo a orillas del río Charles en 1969, y junto al Ródano (Ginebra) en 1918, según el joven.
Si el lugar del episodio y el año en que sucedió son otros, también lo son los personajes; la visión romántica de una fraternidad de todos los hombres que el joven alude, es una abstracción para el escepticismo del mayor, que duda hasta de la existencia de un solo individuo.
Durante el diálogo que mantienen, el joven hace alusión a "El doble", de Dostoievski.
El joven, escéptico, se pregunta cómo es posible que el otro no recordara ese encuentro. A raíz de un dato inexacto que el primero proporciona, Borges anciano concluye que se trata de un episodio real para él, pero un sueño para el más joven.